# Zmitrok Biadoulia
 (décembre 2024).
Samuel Iefimovitch Plavnik (en biélorusse : Самуіл Яфімавіч Плаўнік, Samouïl Iafimavitch Plawnik ; en yiddish : שמואל בן חיים פּלאַווניק, Shmuel Ben Haïm Plavnik), plus connu sous son nom de plume Zmitrok Biadoulia (en biélorusse : Змітрок Бядуля),  né le 23 avril 1886  et mort le 3 novembre 1941, est un poète, prosateur et traducteur juif biélorusse, considéré comme l'un des pères de la littérature biélorusse moderne. 

## Biographie
Zmitrok Biadoulia naît Samuel Iefimovitch Plavnik le 23 avril 1886 à Passadziets (be) (dans l'actuel raïon de Lahoïsk, voblast de Minsk) au sein d'une famille juive. Son père, Haïm Plavnik, originaire de Lepel, déménage avec sa famille à Vileïka peu de temps après sa naissance. En hiver, il travaille comme bûcheron. Son épouse travaille dans la chapellerie. Ils ont trois fils et quatre filles : très tôt, le jeune Samuel doit donc aider sa famille en travaillant. Les capacités et les intérêts de l'enfant sont éveillés par les lectures à haute voix  et les chansons accompagnées au violon qu'offre Haïm à ses enfants pendant son temps libre. Dès l'enfance, les livres sont la passion du futur écrivain. Il y a accès de diverses manières, y compris en s'abonnant à des offres littéraires de Vilna à Moscou et à Saint-Pétersbourg, en s'en faisant prêter par des personnalités fortunées et en les recherchant dans les écoles voisines. En outre, le grand-père de Samuel, qui est forgeron, possède une grande bibliothèque que le futur écrivain fréquente assidûment.
Il étude à l'école élémentaire et après avoir obtenu son diplôme, il entre à l'école rabbinique de Dolginovskaïa. Il commence à écrire des poèmes en hébreu à 13 ans à partir de piyyoutim (poèmes liturgiques), puis il rejoint la yeshiva Ilianskaïa. Libre-penseur, il n'obtient pas de diplôme en raison de démêlés avec l'administration, comme il le raconte dans son autobiographie intitulée Dans les forêts denses. Il rentre alors chez lui et travaille comme maître de maison, puis comme bûcheron après 1902.
Il est écrit et parle yiddish, hébreu, biélorusse, russe et allemand. En 1910, il devient, sous pseudonyme, un collaborateur régulier des périodiques Nacha Niva et Mołodyje Porywy de Vilna, tout en composant des poèmes en prose. À partir de 1912, il est rejoint dans ses activités journalistiques par un autre grand écrivain biélorusse, Ianka Koupala, mais en 1915, il décide de retourner avec ses parents dans son village de Passadziets. Il vit ensuite à Minsk, où il travaille au sein de la Société biélorusse d'aide aux victimes de la guerre. Il participe au Premier Congrès pan-biélorusse (en) de décembre 1917 et il rédige un rapport pour le journal Biélorussie libre à cette occasion. En 1918, alors que le territoire biélorusse est occupé par les troupes allemandes, il collabore avec le journal Biélarouski Chliakh, puis sympathise avec le premier État indépendant biélorusse, la République populaire biélorusse (1918-1919), ce qui le conduit à écrire plusieurs articles nettement anti-bolchéviques. Après la conquête de la Biélorussie par les Soviétiques, il se met cependant à écrire des romans conformes au réalisme soviétique promu par ces nouvelles autorités.
Après la restauration du pouvoir soviétique à Minsk en 1920 il travaille pour le journal Savietskaïa Biélarous pendant plusieurs années et édite le magazine pour enfants Zorki. Il travaille à l'Institut biélorusse de la culture et il est le premier rédacteur en chef du magazine d'histoire locale et d'ethnographie « Notre Pays ». Il est alors membre de l'association littéraire Maladniak, plus tard Ouzvycha. Au début des années 1930, il passe par une phrase auto-critique et prend ses distances avec les nationalistes bourgeois, qu'il dépeint de manière caricaturale dans le deuxième volume du roman Iazep Krouchinski. Cette période est marquée par son adhésion à l'Union des écrivains de l'URSS en 1934 et par la signature en août 1936, aux côtés de plusieurs autres écrivains biélorusses, d'une lettre de l'Union des écrivains soviétiques de la RSS de Biélorussie à destination de Staline, appelant à la destruction des « scélérats de la bande contre-révolutionnaire trotskiste de Zinoviev ».
Après l'opération Barbarossa en 1941, Zmitrok Biadoulia est obligé de fuir la Biélorussie. Il réside d'abord à Pijma (en) (oblast de Gorki), puis dans le village de Novyïé Bourassi (en) (oblast de Saratov) jusqu'à fin octobre 1941. Il  meurt près d'Oural au Kazakhstan, où il est enterré jusqu'en février 2020, date à laquelle il est exhumé et transporté en Biélorussie pour y être réenterré au cimetière occidental de Minsk le 3 novembre (lors d'une cérémonie chrétienne orthodoxe, suivie peu après de la récitation d'une prière par un rabbin) à l'occasion du 75e anniversaire de sa mort.

## Œuvres
Ses œuvres les plus célèbres ont été publiées après la révolution de 1917, en vers — Fables de Polésie (1922) et le poème Iarilo (1922) — et en prose — la nouvelle Rossignol (Салавей, 1927), le recueil Histoires insolites (Незвычайныя гісторыі, 1931) et le roman Iazep Krouchinski (Язэп Крушынскі, 1929-1932). En 1939, Biadoulia publie également le récit autobiographique Dans les forêts denses (У дрымучых лясах).
D'abord influencé par la littérature religieuse juive ancienne et contemporaine, l'écrivain s'en démarque par la suite pour étudier la littérature moderne. Plus tard, il commence à écrire des poèmes et des nouvelles en russe, imitant les célèbres poètes du XIXe siècle, bien que la langue et la culture biélorusses fassent partie intégrante de ses œuvres. En 1909, le journal biélorusse Nacha Niva intègre Biadoulia dans ses rangs grâce à l'un de ses voisins (Wulf Sossenski, correspondant permanent du journal), qui recommande le nouvel auteur à la rédaction. L'existence même d'une publication « collective » impressionne le jeune homme et le journal influence grandement sa vision du monde. Mi-1910, Biadoulia soumet ses poèmes au comité de rédaction de Nacha Niva, mais ils ne seront pas publiés, peut-être parce qu'ils sont encore trop immatures.
Dès ses débuts, l'œuvre de Biadoulia, tant en poésie qu'en prose, est marquée par un certain romantisme, une transmission de la vision du monde et de la richesse de la vie spirituelle et culturelle de l'être humain en général, et des paysans biélorusses en particulier ; l'écrivain s'efforce d'imiter Ianka Koupala et Iakoub Kolas. Au milieu des années 1910, il commence à signer ses poèmes du nom de plume sous lequel il est connu.
Le romantisme de Biadoulia s'exprime dans les descriptions de la nature et de la vie, ainsi que dans l'accent mis sur les individus. Mais au fil du temps, l'écrivain se tourne vers réalisme et se laisse emporter par les esquisses psychologiques et la description du quotidien. Il tâche de décrire la réalité aussi fidèlement que possible. En particulier, il accorde une grande attention au travail acharné des ouvriers (Ля вапеннай гары, Près de la montagne de craie), exprime la douleur des victimes d'un incendie (Чырвоная казка, Conte rouge) et expose la tragédie du paysan face à la cruauté de la vie (Без споведзі, Sans confession). Il s'attache à montrer la complexité de la vie paysanne, tâche facilitée par la proximité de l'écrivain avec les villageois et sa compréhension de l'âme de la paysannerie.
En 1911 et 1912, les poèmes de Biadoulia en russe ont été publiés dans les périodiques Na Bérégakh Névy (На берегах Невы, Saint-Pétersbourg) et Molodyïé Poryvy (Молодые порывы, Vilna). En 1913, il publie un recueil d'impressions lyriques en langue biélorusse, Abrazki (Абразкі, Saint-Pétersbourg), et écrit dès lors presque exclusivement en biélorusse.
Parmi ses autres œuvres, dont un certain nombre sont publiées à titre posthume, se distinguent Le Garçon de Grodno (Хлопчык з-пад Гродна, poème, 1940), Histoires (Апавяданні, 1947), Mon plaisir (Мае забавы, poèmes, 1949), La Tabatière en argent (Сярэбраная табакерка, contes et nouvelles, 1958) et Bonjour ! (Дзень добры!, poèmes et nouvelles, 1979), ainsi que des poèmes individuels et des histoires. De 1951 à 1953, ses Œuvres complètes sont publiées en quatre volumes, un cinquième étant ultérieurement compilé de 1985 à 1989. Biadoulia publie aussi des essais : Foi, paysage et liberté dans les contes et chants populaires de Biélorussie (Вера, паншчына і воля ў беларускіх народных казках і песнях, 1924) et Dix (Дзесяць, 1930).
Sa maîtrise de plusieurs langues permet également à Zmitrok Biadoulia de traduire de l'hébreu au biélorusse les romans Le Garçon Motka de Cholem Aleikhem (Хлопчык Мотка, 1926) et L'Homme au fusil de Samuel Godiner (ru) (Чалавек з вінтоўкай, 1933), ainsi que les Contes de Sara Kagan (ru) (Апавяданні, 1940). De plus, en 1932, il compile et publie à Minsk le premier dictionnaire yiddish-biélorusse (Яўрэйска-беларускі слоўнічак, publié sous son vrai nom de Samuel Plavnik et co-écrit avec N. Rubinstein). Par ailleurs, il traduit de l'ukrainien quelques poèmes de Iouri Boudniak (uk) et Taras Chevtchenko.